# Säbelzahnkatzen
Die Unterfamilie der Säbelzahnkatzen (Machairodontinae) ist eine ausgestorbene Linie der Katzen innerhalb der Ordnung der Raubtiere (Carnivora). Man nimmt an, dass sich die Raubtiere schon im frühen Paläozän in die beiden Raubtier-Überfamilien, die Katzenartigen (Feliformia) und die Hundeartigen (Caniformia), aufgespalten haben. Als älteste Gruppe der ersteren galt bisher die ausgestorbene Familie Viverravidae, die bereits im Paläozän nachgewiesen ist. Eine der ältesten Familien aus dem Katzenzweig sind die Nimravidae, die sehr stark an Katzen (Felidae) erinnern, aber als separate Familie angesehen werden. Sie traten erstmals im späten Eozän Nordamerikas und Eurasiens auf. Eine weitere Familie, die Barbourofelidae, wurden ursprünglich als Unterfamilie der Nimravidae angesehen, doch gelten sie heute als eigene Familie. Die Barbourofelidae starben erst im späten Miozän mit der nordamerikanischen Gattung Barbourofelis aus. Gelegentlich werden auch einige Arten der Nimravidae und der Barbourofelidae als Säbelzahnkatzen bezeichnet, obwohl diese weder echte Katzen noch echte Säbelzahnkatzen sind und daher als „Scheinsäbelzahnkatzen“ gelten.

## Aussehen
Säbelzahnkatzen erhielten ihren Namen wegen der extrem langen gebogenen Eckzähne, die bei der größten Art bis zu 28 cm lang werden konnten. Die Tiere konnten ihren Unterkiefer im Winkel von 46 bis 113 Grad aufreißen, bei heutigen Katzen beträgt der Wert 31 bis 66 Grad. Die teils deutlich größere Maulöffnung bei den Säbelzahnkatzen war nötig, um die langen Zähne voll einsetzen zu können. Einige Vertreter wie Smilodon besaßen eine schmale Schnauze mit engstehenden Schneidezähnen und einen ebenso engen Unterkiefer. Der Oberkiefer mit den Eckzähnen war allerdings breit, so dass diese außen standen und wohl bei geschlossenem Maul sichtbar waren. Eine Ausnahme bildet hier Homotherium mit seiner breiten Schnauze, bei dem die untere Lippe die oberen Eckzähne möglicherweise bedeckte. Im übrigen Habitus glichen sie heutigen Katzen, obwohl die meisten Formen gedrungener gebaut waren als die heute lebenden Großkatzenarten. Viele besaßen einen relativ kurzen Schwanz, wie wir ihn vom heutigen Luchs (Lynx lynx) her kennen.

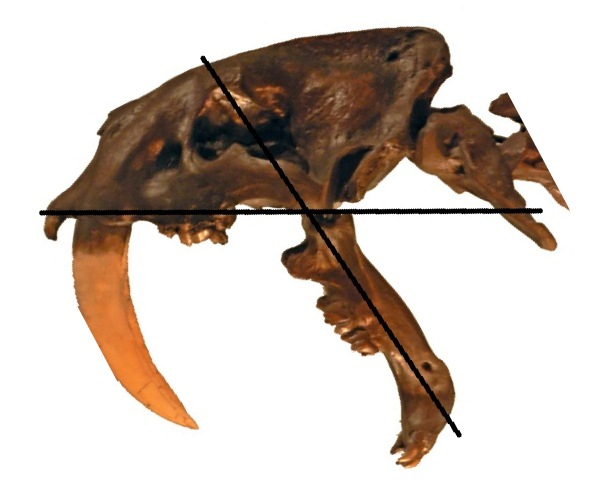
Schädelpräparat eines Smilodon fatalis mit maximaler Kieferöffnung (hier 128°)
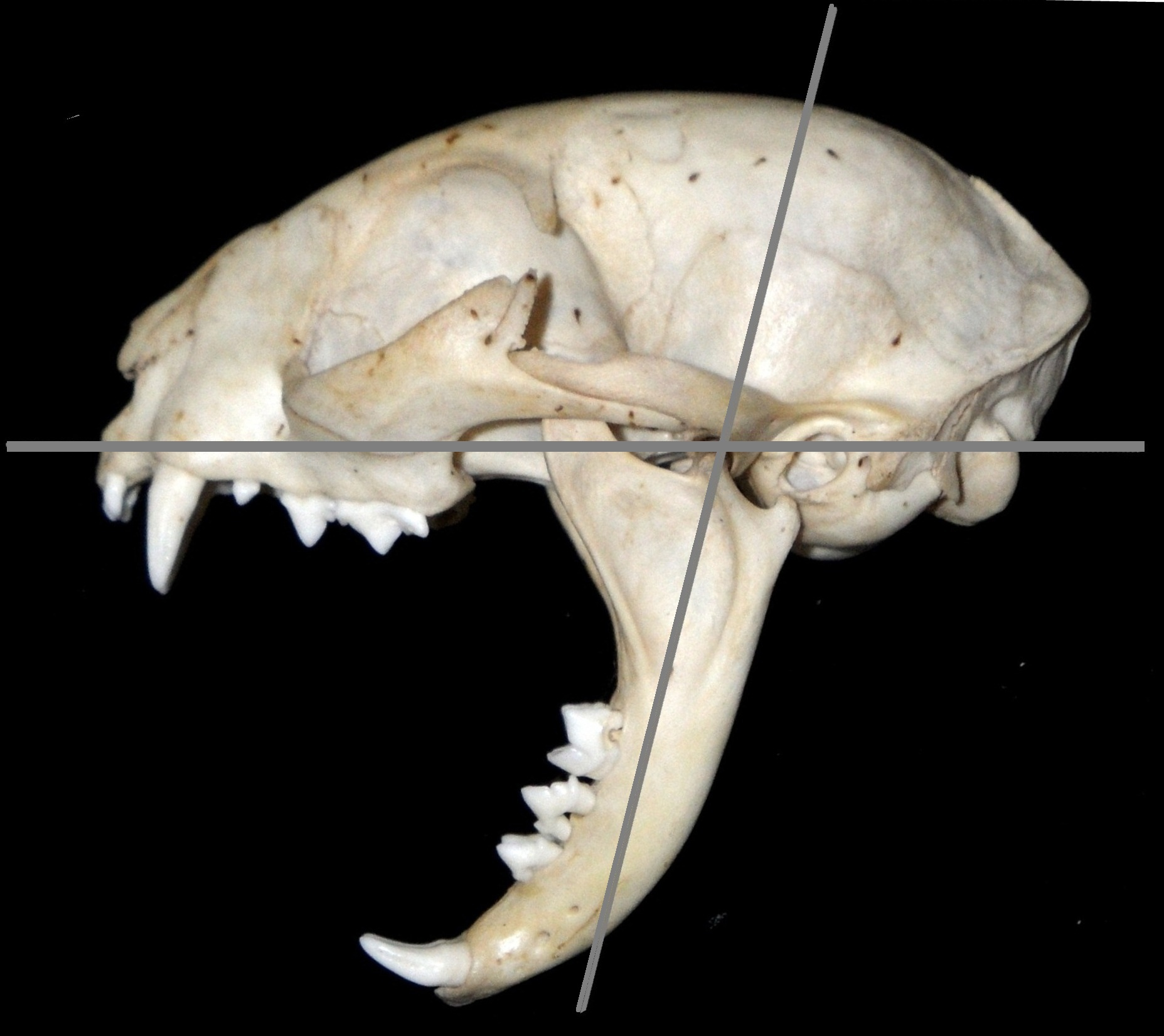
Zum Vergleich der Schädel einer Hauskatze (Felis silvestris f. catus) mit einer maximalen Kieferöffnung (hier 80°)

Eine weit verbreitete Vorstellung ist, dass Säbelzahnkatzen durchweg sehr groß waren. Tatsächlich waren aber einige relativ klein, teilweise kleiner als Leoparden. Zu den kleinsten Formen zählten Vertreter der Gattung Paramachairodus, die eine Schulterhöhe von etwa 60 cm erreichten. Die größten Arten der Gattungen Smilodon, Machairodus und Homotherium hatten in etwa die Größe eines heutigen Löwen. Eine der größten Arten war der südamerikanische Säbelzahntiger Smilodon populator; er erreichte eine Schulterhöhe von etwa 1,2 Meter. Ähnlich groß oder sogar etwas größer, aber dafür weniger massig gebaut waren Machairodus giganteus und große Formen der Gattung Homotherium.

## Lebensweise und Verhalten
Säbelzahnkatzen waren aller Wahrscheinlichkeit nachtaktive Räuber, obwohl gelegentlich darauf hingewiesen wird, dass diese Tiere auch reine Aasfresser gewesen sein könnten, was aber aus vielerlei Gründen äußerst unwahrscheinlich ist. Aufgrund des recht großen Körpers einiger Arten darf man annehmen, dass diese recht stattliche Beutetiere erlegen konnten. Ob sie allerdings auch solch große Tiere wie Elefanten und Mammuts oder zumindest deren Jungtiere gejagt haben, ist nicht klar. Hinweise darauf, dass es so gewesen sein könnte, liefern zahlreiche Funde von Mammutskeletten, die neben einigen Skeletten der Scimitar-Katze (Homotherium serum) in der Friesenhahn-Höhle in Texas gefunden wurden.
Die Aufgabe der charakteristischen Säbelzähne (Dentes canini) ist bis heute umstritten. Im Oberkiefer ist der Eckzahn nach dem Zwischenkieferbein (Prämaxillare) der vorderste Zahn im Oberkieferknochen (Maxillare). Möglicherweise gebrauchten die Tiere sie, um sehr großen Beutetieren tiefe Stich- und Reißwunden beizubringen, an denen die Opfer dann verbluteten. Kritiker dieser Annahme weisen darauf hin, dass die Zähne bei solch einer Belastung leicht brechen würden. Sie vermuten daher, dass diese Katzen ihre Zähne gebrauchten, um der bereits am Boden liegenden, kampfunfähigen Beute gleichzeitig Halsschlagader (Arteria carotis communis) und Luftröhre (Trachea) zu durchtrennen. Darauf deuten auch die bei einigen Arten wie Smilodon extrem kräftig ausgebildeten Vordergliedmaßen hin, die wohl dazu dienten, Beutetiere gegen den Boden zu drücken, um dann einen präzisen Tötungsbiss zu setzen. Möglicherweise dienten die langen Eckzähne aber nur zum Imponieren gegenüber Artgenossen.
Auch denkbar ist, dass die Zähne auf unterschiedliche Weise genutzt wurden, da sie bei verschiedenen Arten zum Teil recht verschieden ausgebildet waren. Eine weitere Theorie ist, dass Säbelzahnkatzen sich von Blut, Eingeweiden und sonstigen weichen, leicht abzufressenden Körperteilen ernährten, welche die Säbelzähne nicht gefährdeten. Wahrscheinlich hatten sie wie die heutigen Katzen auch verhornte Geschmacksknospen (Papillen) auf der Zunge, welche es ihnen erlaubte, ohne Gefährdung der Zähne Fleisch von den Knochen zu lösen.
Des Weiteren wird diskutiert, ob die Säbelzahnkatzen eventuell in sozialen Verbänden lebten vergleichbar den heutigen Löwen. Hinweise hierfür liefern pathologische Veränderungen an verschiedenen Skelettpartien einzelner Individuen, so an der Wirbelsäule, den Langknochen oder dem Becken. In einigen Fällen führte dies zum Verlust der Jagdbefähigung der Tiere und somit der Möglichkeit, sich selbst mit Nahrung zu versorgen. Da die Tiere aber ihre Erkrankung mitunter mehrere Jahre überlebten, kann dies als ein Indiz für eine spezielle soziale Organisation innerhalb der verschiedenen Vertreter der Säbelzahnkatzen gedeutet werden.
Im Bau des Zungenbeins weichen die Säbelzahnkatzen von den Großkatzen ab. Nach Untersuchungen von Fossilresten aus den La Brea Tar Pits im südlichen Kalifornien lässt insbesondere das Basihyoid einzelne Gemeinsamkeiten mit dem der Kleinkatzen erkennen. Möglicherweise waren die Säbelzahnkatzen dadurch nicht zum Brüllen befähigt, sondern erzeugten eher ein Schnurren. Die deutlich abweichende Größe des Zungenbeins im Vergleich zu den Kleinkatzen könnte darauf hinweisen, dass die Lauterzeugung in einer niedrigeren Frequenz erfolgte.

## Fundorte und Verbreitung

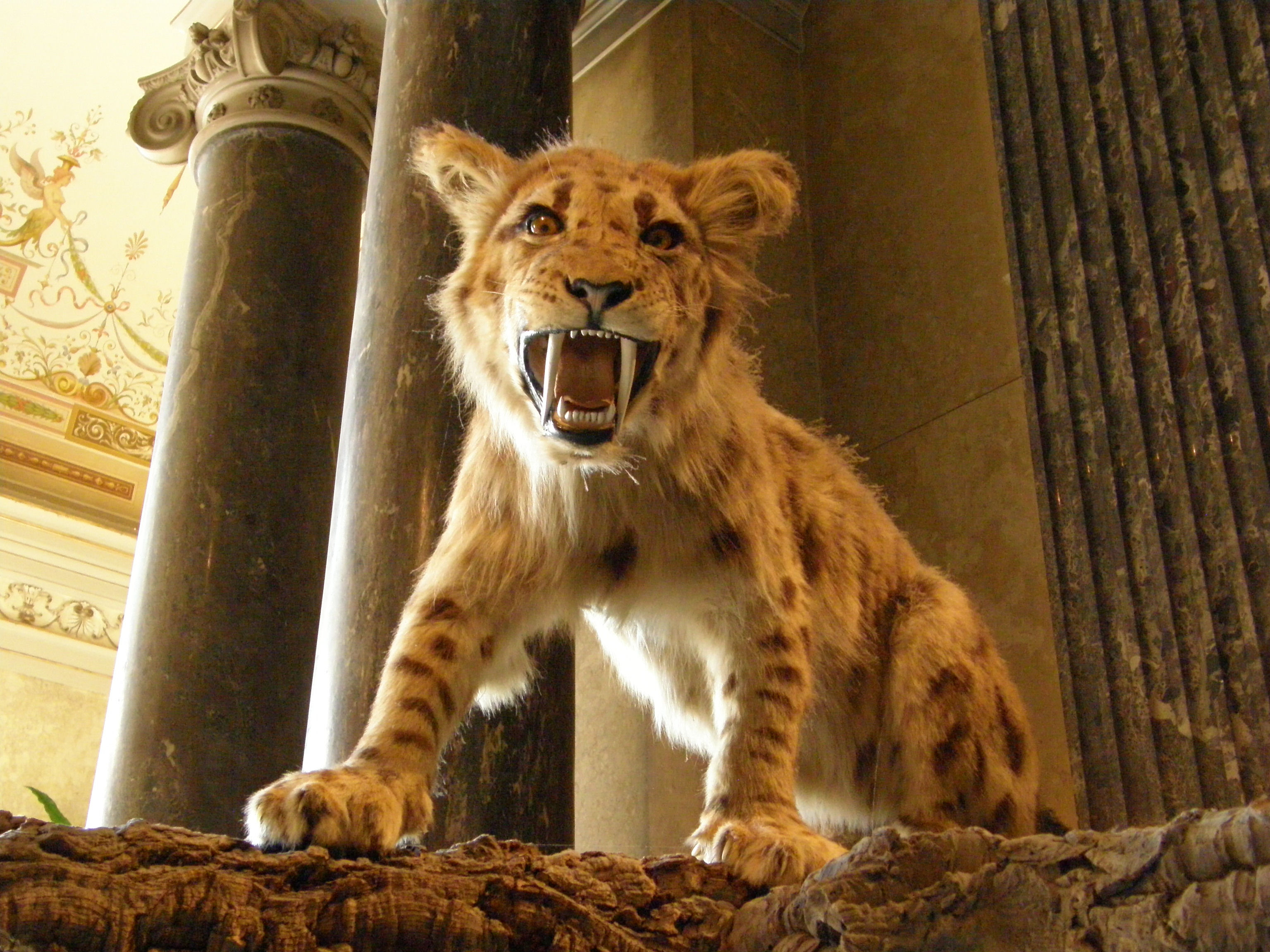
Rekonstruktion der Säbelzahnkatze Megantereon im Naturhistorischen Museum Wien

Überreste von Säbelzahnkatzen wurden bislang auf allen Kontinenten mit Ausnahme von Australien und der Antarktis gefunden. Die ältesten Funde sind etwa 15 Millionen Jahre alt. In Europa sind diese Tiere mit den Gattungen Machairodus, Paramachairodus, Megantereon und Homotherium nachgewiesen. Der geologisch jüngste Fund von Homotherium ist rund 28.000 Jahre alt und wurde von einem niederländischen Fischkutter vom Grund der Nordsee, die während der letzten Kaltzeit Festland (s. Doggerland) war, ans Tageslicht geholt. In Nordamerika verschwanden vor etwa 10.000 Jahren die beiden Gattungen Smilodon und Homotherium  fast gleichzeitig. Mit ihnen starben im Zuge der quartären Aussterbewelle auch zahlreiche weitere Großtierarten aus. Als mögliche Ursachen für das Verschwinden der eiszeitlichen Großtierfauna innerhalb eines relativ kurzen Zeitraumes gelten vor allem klimatische Schwankungen, menschliche Einflüsse oder deren zeitliches Zusammentreffen.
Die Säbelzahnkatze Smilodon fatalis ist das Staatsfossil des US-Bundesstaates Kalifornien. Von ihr wurden in den La Brea Tar Pits in Kalifornien insgesamt 166.000 Einzelknochen freigelegt. Geschätzt verendeten in den Asphaltgruben von Los Angeles über einen Zeitraum von 25.000 Jahren mindestens 2.500 Säbelzahnkatzen.
In Afrika und Südasien starb die letzte dort heimische Säbelzahnkatze Megantereon schon erheblich früher, vor etwa 500.000 Jahren, aus.
Fossilien von Säbelzahnkatzen wurden auch in Deutschland entdeckt: Aus dem Miozän stammen die rund zehn Millionen Jahre alten Funde von Eppelsheim und die etwa 8,5 Millionen Jahre alten Fossilien von Dorn-Dürkheim. Aus dem Eiszeitalter stammen die etwa eine Million Jahre alten Funde von der Fossillagerstätte Ur-Werra zwischen Meiningen und Untermaßfeld sowie die ungefähr 600.000 Jahre alten Fossilien von Wiesbaden-Mosbach, Mauer bei Heidelberg und Neuleiningen bei Grünstadt. In Meiningen kamen die Säbelzahnkatzen Homotherium und Megantereon zusammen vor. In Wiesbaden-Mosbach und Mauer waren sie Zeitgenossen riesiger Löwen.
In der archäologischen Grabungsstätte Schöningen (Niedersachsen) wurden 2012 vier Zähne sowie wenige Beinknochen der Säbelzahnkatze Homotherium latidens entdeckt. Ihr Alter wird mit 300.000 Jahren angegeben.

## Systematik

### Äußere Systematik
Die Säbelzahnkatzen sind eine eigenständige und vollständig ausgestorbene Linie aus der Familie der Katzen (Felidae) innerhalb der Unterordnung der Katzenartigen (Feliformia). In der Regel werden sie als eigenständige Unterfamilie betrachtet, wofür auch molekulargenetische Untersuchungen an Fossilresten einzelner Vertreter der Säbelzahnkatzen wie Smilodon und Homotherium sprechen. Diesen zufolge formen sie eine monophyletische Gruppe, die den Großkatzen (Pantherinae) und den Kleinkatzen (Felinae) als Schwestergruppe gegenüberstehen. Die Katzen selbst bilden eine morphologisch stark spezialisierte Gruppe, deren Mitglieder mit wenigen Ausnahmen an eine Lauerjagd angepasst sind. Sie lassen sich gemeinsam mit ihrer unmittelbaren Verwandtschaft innerhalb der Katzenartigen laut den genetischen Daten bis in das ausgehende Eozän vor gut 35 Millionen Jahren zurückverfolgen. Von dieser Ursprungslinie setzten sich die Katzen vor 27 bis 30 Millionen Jahren ab, was dem Oligozän entspricht. Der letzte gemeinsame Vorfahre der Säbelzahnkatzen und der heutigen Katzen lebte im Unteren Miozän vor rund 20 Millionen Jahren. Letztere spalteten sich dann im Mittleren Miozän vor gut 11 Millionen Jahren in die beiden heute bekannten Formengruppen auf. Die Daten stimmen relativ gut mit dem Fossilbericht der Katzen überein.

### Innere Systematik
Seit ihrer wissenschaftlichen Beschreibung durch Theodore Nicholas Gill im Jahr 1872 (als Machaerodontinae) wurden die Säbelzahnkatzen mehrfach überarbeitet. Traditionell wird die Gruppe in mehrere Triben aufgeteilt. Von diesen zeichnen sich die Homotheriini mit Homotherium als Charakterform durch säbelzahnartige Eckzähne aus. Die Gruppe vereint zusätzlich Mitglieder, die den mitunter als eigenständig aufgefassten Machairodontini zugesprochen werden, in zahlreichen modernen phylogenetischen Studien sind sie aber in die Homotheriini integriert. Bei den Smilodontini, der Verwandtschaftsgruppe um Smilodon, weisen die Eckzähne wiederum eine eher dolchartige Gestaltung auf. Die Metailurini, deren Typusform Metailurus darstellt, haben deutlich kürzere Eckzähne. Die Vertreter letzterer Gruppe, zu denen neben Adelphailurus auch Dinofelis gehört, wirkten dadurch eher vergleichbar mit heutigen Großkatzen und werden daher manchmal auch außerhalb der Säbelzahnkatzen gestellt. Zwischen Smilodon und Homotherium besteht genetischen Untersuchungen zufolge ein tiefer Split, da sich beide Gattungen bereits vor rund 18 Millionen Jahren voneinander abspalteten, was noch vor dem Zeitpunkt liegt, zu dem sich die heutigen Katzen zu verzweigen begannen. Diese weit zurückliegende Diversifizierung von Smilodon und Homotherium unterstützt den Verweis der beiden Gattungen in jeweils unterschiedliche Triben.
Eine phylogenetische Studie aus dem Jahr 2022 kam zu einer präzisierteren Sichtweise. In dieser stellen die Verwandtschaftsgemeinschaft um Homotherium und Machairodus eine monophyletische Gruppe dar, die als Tribus der Machaeirodontini bezeichnet wird und innerhalb derer sich die Untertribus der Homotheriina ausweisen lässt. Die Smilodontini in ihrer ursprünglichen Definition wurden auf Smilodon und Megantereon beschränkt, während andere Angehörige, die teilweise als stammesgeschichtliche Vorläufer angesehen wurden, außerhalb stehen. Ähnliches gilt für die Metailurini, da diese sich in ihrer ursprünglichen Zusammensetzung nicht als einheitliche Formengruppe erwiesen.

### Überblick über die Triben und Gattungen der Säbelzahnkatzen

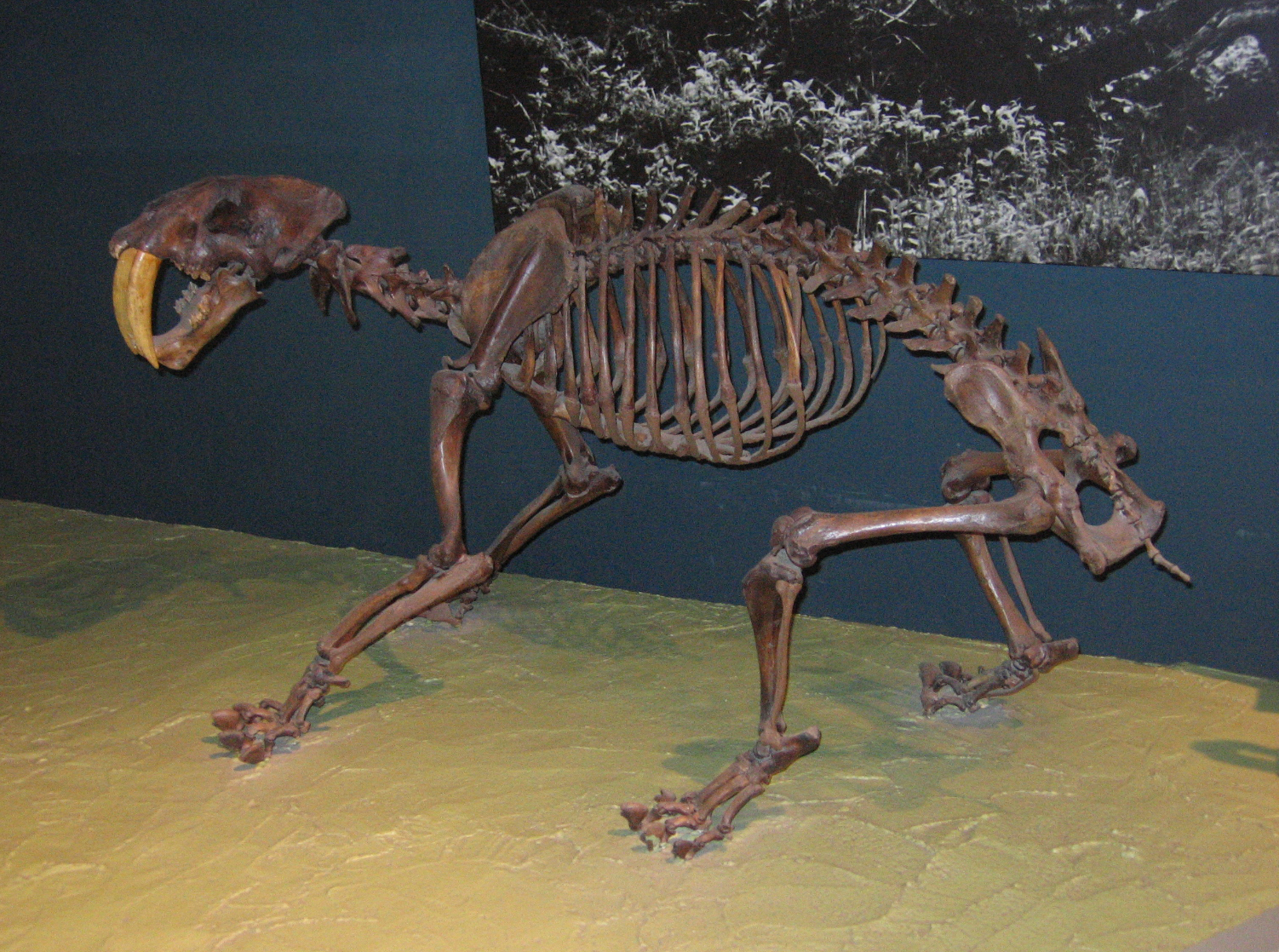
Smilodon-Skelett

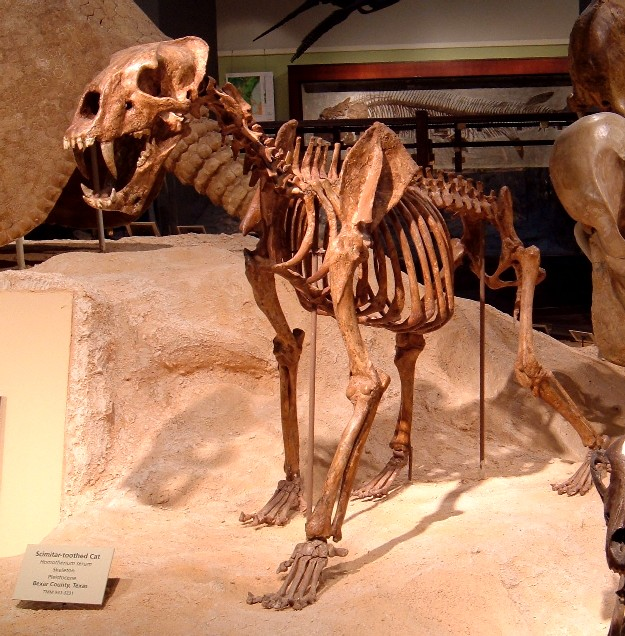
Homotherium-Skelett

Die folgende Auflistung der Triben und Gattungen der Säbelzahnkatzen folgt der eher traditionellen Sichtweise nach Malcolm C. McKenna und Susan K. Bell 1997, berücksichtigt aber auch in der nachfolgenden Zeit eingeführte neue Gattungen:
- Incertae sedis

- Miomachairodus: mittleres Miozän; Nordafrika, Türkei
- Tchadailurus: oberes Miozän; Nordafrika

- Tribus Homotherini

- Adeilosmilus: oberes Miozän; Nordafrika
- Amphimachairodus: spätes Miozän; Eurasien, Nordafrika, Nordamerika
- Dinobastis: Pleistozän; Nord- und Südamerika
- Hemimachairodus: Pleistozän; Java
- Homotherium: oberstes Miozän bis spätestes Pleistozän; Eurasien, Afrika und Nordamerika
- Lokotunjailurus: oberes Miozän; Afrika
- Machairodus: Miozän, Pliozän; Eurasien, Afrika und Nordamerika
- Nimravides: spätes Miozän; Nordamerika
- Taowu: unteres Pleistozän; China
- Xenosmilus: unteres Pleistozän; Nordamerika

- Tribus Metailurini

- Adelphailurus: oberes Miozän; Nordamerika
- Dinofelis: Pliozän bis Pleistozän; Eurasien, Afrika und Nordamerika
- Longchuansmilus: oberes Miozän; Asien
- Metailurus: Miozän bis Pleistozän; Eurasien, Afrika und Nordamerika
- Stenailurus: oberes Miozän; Europa
- Yoshi: oberes Miozän; Eurasien

- Tribus Smilodontini

- Megantereon: spätestes Miozän bis Mittelpleistozän; Europa, Asien, Afrika, Nordamerika
- Paramachaerodus: mittleres bis oberes Miozän; Europa und Asien
- Promegantereon: oberes Miozän; Europa
- Rhizosmilodon: frühes Pliozän; Nordamerika
- Smilodon: oberes Pliozän bis oberstes Pleistozän; Nord- und Südamerika

Die Eigenständigkeit von Formen wie Dinobastis und Promegantereon wird teilweise angezweifelt. Erstere gilt als identisch mit Homotherium, letztere ist synonym zu Paramachaerodus.

## Ähnliche Tierformen
Bevor Smilodon im Pliozän Südamerika über die mittelamerikanische Landbrücke erreichte, gab es dort Tiere, die den Säbelzahnkatzen mit ihren extrem langen Eckzähnen verblüffend ähnlich sahen. Sie gehörten zur Gattung Thylacosmilus, waren aber mit den Säbelzahnkatzen nicht verwandt, sondern gehörten zu den Beuteltieren. Sie starben mit der Ankunft der echten Säbelzahnkatzen aus. Das Prinzip der überlangen Eckzähne hat sich also neben den Scheinsäbelzahnkatzen aus der Familie Nimravidae unabhängig ein drittes Mal entwickelt. Auch bei einigen frühen säugetierähnlichen Reptilien, die vor den Dinosauriern lebten, bildeten sich Formen mit langen Säbelzähnen aus, etwa Inostrancevia.